# Chilatherina
Chilatherina è un genere di pesci arcobaleno endemici dell'acqua dolce in Nuova Guinea.

## Specie
Attualmente ci sono 11 specie riconosciute in questo genere:
- Chilatherina alleni (Price), 1997
- Chilatherina axelrodi (G. R. Allen), 1979 (pesce arcobaleno di Axelrod)
- Chilatherina bleheri (G. R. Allen), 1985 (il pesce arcobaleno di Bleher)
- Chilatherina bulolo (Whitley, 1938) (Pesce arcobaleno Bulolo)
- Chilatherina campsi (Whitley, 1957) (Pesce arcobaleno delle Highlands)
- Chilatherina crassispinosa (M. C. W. Weber, 1913) (pesce arcobaleno d'argento)
- Chilatherina fasciata (M. C. W. Weber, 1913) (pesce arcobaleno barrato)
- Chilatherina lorentzii (M. C. W. Weber, 1907) (Il pesce arcobaleno di Lorentz)
- Chilatherina pagwiensis (G.R. Allen & Unmack), 2012
- Chilatherina pricei (G. R. Allen & Renyaan), 1996
- Chilatherina sentaniensis (M. C. W. Weber, 1907)